# Église Sainte-Anne de Nancy
Pour les articles homonymes, voir Église Sainte-Anne.
L'église Sainte-Anne est une église de culte catholique décidée en 1956 et construite de 1957 à 1960 à Nancy, sur l'avenue de Boufflers, dans le quartier de Beauregard. Elle a été dessinée par Pierre Prunet. Les vitraux sont de Camille Hilaire.
Elle a reçu le label « Patrimoine du XXe siècle » le 20 novembre 2013.

## Histoire
L'église Sainte-Anne a été dessinée par Pierre Prunet, architecte en chef des monuments historiques, dans le cadre d'un concours d'architecture national, sur un programme rédigé par l'abbé André Lamy. La première pierre fut posée en octobre 1957, la première messe fut célébrée le 25 décembre 1959, et l'église fut consacrée en avril 1960 par Émile Pirolley, évêque de Nancy et de Toul.
Elle est « souvent donnée comme un modèle d'une très sérieuse concertation menée grâce à l'abbé Lamy, entre les paroissiens, leur pasteur et l'architecte afin que l'église réponde parfaitement à sa mission du 20e siècle ».
Posés en 1964, les vitraux sont de Camille Hilaire et réalisés par l'atelier nancéien Benoît Frères. 
Le Christ en croix, le chemin de croix fixé sur les lambris, et la statue de sainte Anne furent réalisés par Claude Wetzstein (d) (1920–2001), sculpteur lorrain.
Le campanile et le presbytère dessinés par Prunet ne furent pas construits, faute de budget. Un presbytère a été construit en 1993 accolé sur le côté ouest de l'église, qui a été pourvue d'une diffusion de sonneries de cloches par haut-parleurs.

## Architecture
L'église Sainte-Anne s'élève à 11 mètres de hauteur. Elle s'organise sur deux niveaux : au rez-de-chaussée, les salles pour le catéchisme, et à l'étage, l'espace liturgique, la sacristie, la chapelle de semaine et le baptistère. Elle s'organise sur un plan carré, de manière symétrique autour de sa diagonale.
Les vitraux de Camille Hilaire sont une représentation abstraite de la parole de Jésus : « Laissez venir à moi les petits enfants ».
Les sculptures de Claude Wetzstein sont en plâtre noirci.